# 王功权
王功权（1961年10月22日—），吉林公主岭市人，IDG创业投资基金高级合伙人、鼎晖创业投资基金合伙人及创始人。热心参与公益事业，与许志永同为中国新公民运动的主要发起人之一。因参与公民活动，2013年9月13日被刑拘，至2014年1月22日保释出狱。

## 生平
王功权，吉林省公主岭市响水镇湾龙村人。1984年毕业于吉林工业大学，任职吉林省委宣传部。1988年辞职赴海南经商，六四事件后曾被关押审查近一年。90年代初开始担任万通实业集团总裁等职。后转向社会公益与公民运动。
2011年王功权在微博高调宣布私奔，成为网络热门事件。2011年受邀赴哥伦比亚大学东亚研究所担任访问学者，研究课题为“公民社会和民主转型”。
2013年9月13日，王功权被北京警方以涉嫌聚众扰乱公共场所秩序罪刑拘。同年10月20日，据其律师陈有西微博宣称，王功权被正式批捕。王功权被捕引发国内外巨大反响。
2013年12月，王功权与许志永入选《Foreign Policy》杂志2013年度全球百大思想者。

## 商业经历
1988年，王功权“下海”，南下海南省，第一份职务是海南省开发建设总公司老城出口加工区开发公司办公室主任。1991年参与创办海南农高投联合开发总公司（万通实业集团前身）。1993年任万通实业集团总裁，董事局副主席。1999年-2005年兼任IDG高技术创业投资基金高级合伙人。
王功权作为鼎晖创业投资基金合伙人，作为中概股天使投资者有多次成功案例：
- 投资亚信联创，25万美元占8%的股份。2000年亚信集团在美国纳斯达克上市，融资1.2亿美元。
- 于2006年投资360公司500万美元，IPO后持股6.7%。按奇虎收盘价计算，所持股份市值约为1.9亿美元。

他同冯仑、潘石屹、易小迪、刘军、王启富等人常被称为“万通六君子”。

## 社会事业
2005年，王功权成为“公盟”法律咨询中心研究员。
2008年，王功权开始推动教育平权，旨在取消大城市中考和高考的户籍限制。几年间公盟（以及其后的“公民”）组织各种会议研究，策划15万人签字的联合呼吁书，向北京市人大、北京市教委，以及全国人大和教育部28次陈情。教育部迫于压力在2012年8月出台随迁子女就地高考政策，随后除北京和上海之外所有省市都开放或者承诺开放随迁子女就地高考。
2009年，王功权资助出版《公民社会评论》，第一辑的主题是“流民、游民与社会动荡”。相关部门找到王功权要求“立刻回收出版物”。王功权强烈反对但无济于事，刚出版的书籍最后被“强行买回”。之后便有税务部门隔三差五调查到王功权公司，查询账目和税务记录。
2010年6月，王功权与许志永、滕彪、黎雄兵、李方平、徐友渔和张世和（老虎庙）发起《公民承诺》倡议书，期待中国公民意识能够更加普遍，共同支持保护公民的权利。此事件一般被认为是新公民运动的发端。
2012年9月11日，王功权在国内全部微博账号均被有关部门强行注销。其中新浪微博在被注销前有156万粉丝。原因可能是因为传播“公民”文化衫。
2013年7月16日，许志永被以涉嫌“聚众扰乱公共场所秩序”的罪名刑事拘留。王功权与茅于轼、笑蜀、何三畏、杨子立发起公开信《许志永事件之公民社会呼吁书》要求当局释放许志永和其他被捕公民活动人士，获得数千人签名。
2013年9月13日，上午9点，北京警方进入王功权住所搜查，11点半被以“涉嫌聚众扰乱公共场所秩序罪”传唤，当晚即被刑拘。
9月13日，刘苏里、郭玉闪和笑蜀发表《关于王功权先生被刑拘的紧急声明》，并征集公民联署。
2014年1月22日，在许志永案庭审的当天，北京市一中院微博发消息稱王功權已經承認與許志永共同策劃擾亂公共秩序的違法活動并获保释出狱，随后此消息被中国官方媒体广泛发布。京華時報的另一消息則稱，他稱將與許志永斷交。
2014年1月30日，王功权的个人新浪微博“益西雍仲”发表微博“132天后，我回到家里。太太说我瘦了，有些憔悴。”表明他已被释放。另一篇微博表示他认罪的原因是因为其妻送给他的一条毛巾，“决定放弃被羁押后连续近60天的抗争和博弈，选择认罪回家。”。稍后此微博帐号被封禁。

## 2011年“微博私奔”事件
2011年5月，王功权在微博上宣布放弃一切，和江苏中孚投资有限公司创始人王琴私奔。他创作《私奔之歌》，“总是春心对风语，最恨人间累功名。谁见金银成山传万代？千古只贵一片情”，在网络热传。其后王回归家庭，并辞去鼎晖创投职务。

## 其他
王功权在1986年结婚，与第一任妻子育有一女。2005年，王功权与第一任妻子离婚之后第二次结婚，与第二任妻子育有一子一女。
王功权学佛，并酷爱古典诗词。按照其自己的说法，“一个商人，半个文人，一个公民”。